# 比克莫焦罗什德
比克莫焦罗什德（匈牙利語：Bükkmogyorósd），是匈牙利包尔绍德-奥包乌伊-曾普伦州所辖的一个村。总面积9.90平方公里，总人口134，人口密度13.5人/平方公里（2011年1月1日）。